# バック・トゥ・ザ・ルーツ〜グレート・アメリカン・ソングス・トリビュート
『バック・トゥ・ザ・ルーツ〜グレート・アメリカン・ソングス・トリビュート』（原題：Four Chords & Several Years Ago）は、アメリカ合衆国のロック・バンド、ヒューイ・ルイス&ザ・ニュースが1994年に発表したアルバム。スタジオ録音の新作アルバムとしては7作目に当たり、全曲ともカバーである。

## 背景
バンドは前作『ハード・アット・プレイ』（1991年）1作のみでEMIを離れ、エレクトラ・レコードに移籍して本作を発表した。
「マザー・イン・ロウ」には、ドクター・ジョンがピアノとボーカルでゲスト参加している。「ゴーイング・ダウン・スロー」はセントルイス・ジミー・オーデン作のブルース・スタンダードだが、ヒューイ・ルイスはリトル・ウォルターのヴァージョンを参考にした。

## 反響
アメリカでは1994年6月4日付のBillboard 200で55位に達し、『ベイエリアの風』（1982年）以降のアルバムとしては初めて全米トップ40入りを逃す結果となった。本作からは「サム・カインド・オブ・ワンダフル」（全米44位）、「バット・イッツ・オーライト」（全米54位）がシングル・ヒットした。
スイスでは1994年6月5日付のアルバム・チャートで初登場21位となり、4週連続でトップ50入りした。ドイツのアルバム・チャートでは9週トップ100入りし、うち2週にわたって46位を記録した。イギリスでは全英アルバムチャート入りを逃したが、「サム・カインド・オブ・ワンダフル」は1994年5月21日付の全英シングルチャートで84位を記録した。

## 評価
Stephen Thomas Erlewineはオールミュージックにおいて5点満点中2点を付け「彼らがアルバム『スポーツ』の頃にヒットさせた曲にあった、磨き抜かれたエナジーには欠けているが、このアルバムは楽しくて熟達した演奏に満ちており、バンドがなおもヒット・シングルを生み出す方法を分かっていたことを証明した作品で、"(She's) Some Kind of Wonderful"と"But It's Alright"は、いずれもマイナー・ヒットとなった」と評している。また、1994年5月23日付の『ピープル』誌のレビューでは「街角のハーモニー、高々と鳴り響くサックス、脂っこいハーモニカ演奏を懐かしがっている人々にとっては、胸を焦がす思いを満たすことだろう。或いは、そこまでいかなくとも、楽しい時間を過ごせるだろう」と評されている。一方、Patrick Kampertは1994年6月2日付の『シカゴ・トリビューン』紙において4点満点中1.5点を付け「昨今はリメイクが旬だが、ヒューイ・ルイスはアメリカン・ソングブックへの回帰に関して、ブライアン・セッツァーやコリン・ジェイムスほど深く突っ込んでいない」「"Some Kind of Wonderful"は、ソウル・ブラザーズ・シックスのオリジナルはもとよりグランド・ファンクのヴァージョンにも及ばない」と評している。

## 収録曲
1. シェイク・ラトル・アンド・ロール - "Shake, Rattle and Roll" (Charles E. Calhoun) - 3:07
  - ジョー・ターナー&ヒズ・ブルース・キングスが1954年に発表した曲。
2. ブルー・マンデイ - "Blue Monday" (Dave Bartholomew, Fats Domino) - 2:40
  - スマイリー・ルイスが1954年に発表した曲。1956年には作者のファッツ・ドミノによるヴァージョンも発表された。
3. サーチン・フォー・マイ・ラヴ - "Searching for My Love" (Bobby Moore) - 2:51
  - ボビー・ムーア&ザ・リズム・エイシズが1966年に発表した曲。
4. サム・カインド・オブ・ワンダフル - "(She's) Some Kind of Wonderful" (John Ellison) - 3:06
  - ソウル・ブラザーズ・シックスが1967年に発表した曲。
5. バット・イッツ・オーライト - "But It's Alright" (J.J. Jackson, Pierre Tubbs) - 2:54
  - J.J.ジャクソンが1966年に発表した曲。
6. イフ・ユー・ガッタ・メイク・ア・フール・オブ・サムバディ - "If You Gotta Make a Fool of Somebody" (Rudy Clark) - 2:32
  - ジェームス・レイが1961年に発表した曲。
7. マザー・イン・ロウ - "Mother in Law" (Allen Toussaint) - 2:43
  - アーニー・ケイ・ドウが1961年に発表した曲。
8. リトル・ビティ・プリティ・ワン - "Little Bitty Pretty One" (Robert Byrd) - 2:05
  - ボビー・デイ（英語版）&ザ・サテライツが1957年に発表した曲。
9. グッド・モーニング・リトル・スクール・ガール - "Good Morning Little School Girl" (Sonny Boy Williamson) - 4:02
  - サニー・ボーイ・ウィリアムソンI世が1937年に発表した曲。
10. スタッガー・リー - "Stagger Lee" (Harold Logan, Lloyd Price) - 2:36
  - ロイド・プライスが1958年に発表した曲。
11. シー・ショット・ア・ホール・イン・マイ・ソウル - "She Shot a Hole in My Soul" (Mac Gayden, Chuck Neese) - 2:39
  - クリフォード・カリーが1967年に発表した曲。
12. シュアリィ・アイ・ラヴ・ユー - "Surely I Love You" (James Bracken, Marion Oliver) - 2:51
  - ロスコ・ゴードンが1960年に発表した曲。
13. ユー・レフト・ザ・ウォーター・ランニング - "You Left the Water Running" (Oscar Franck, Rick Hall, Dan Penn) - 3:06
  - ビリー・ヤングが1966年に発表した曲。
14. ユア・キャッシュ・エイント・ナッシン・バット・トラッシュ - "Your Cash Ain't Nothin' But Trash" (Charles E. Calhoun) - 2:58
  - ザ・クローヴァーズが1954年に発表した曲。
15. ファンクション・アット・ザ・ジャンクション - "Function at the Junction" (Edward Holland, Jr., Shorty Long) - 3:13
  - ショーティー・ロングが1966年に発表した曲。
16. ベター・トゥ・ハヴ・アンド・ノット・ニード - "Better to Have and Not Need" (Don Covay, Erskin Watts) - 3:32
  - ドン・コヴェイが1974年に発表した曲。
17. ゴーイング・ダウン・スロー - "Going Down Slow" (St. Louis Jimmy Oden) - 2:00
  - セントルイス・ジミー・オーデンが1941年に発表した曲。

## 参加ミュージシャン
- ヒューイ・ルイス - ボーカル、ハーモニカ
- ジョニー・コーラ - サクソフォーン、ボーカル
- クリス・ヘイズ - ギター、ボーカル
- ショーン・ホッパー - キーボード、ボーカル
- マリオ・シポリナ - ベース
- ビル・ギブソン - ドラムス、パーカッション、ボーカル

アディショナル・ミュージシャン
- ドクター・ジョン - ピアノ、ボーカル(on #7)
- マーヴィン・マクファーデン - トランペット(on #4, #5, #6, #7, #10, #11, #13)
- リンダ・ティレリー、ジーニー・トレイシー - バッキング・ボーカル(on #4, #6, #10, #11, #15, #16)